# Парцхаладзе, Мераб Алексеевич
Мера́б Алексе́евич Парцхала́дзе (груз. მერაბ ალექსის ძე ფარცხალაძე; 15 декабря 1924, Тифлис, Грузинская ССР, ныне Тбилиси, Грузия — 14 февраля 2008) — советский, российский и грузинский композитор и педагог. Народный артист РСФСР (1986).

## Биография
Родился в семье композитора Алексея Парцхаладзе (1897—1972) и музыкального педагога Марии Захаровны. Был участником Великой Отечественной войны. В 1947—1950 годах учился в Тбилисской консерватории у Сергея Бархударяна (композиция). В 1953 году окончил Московскую консерваторию у Семёна Богатырёва (композиция) и в 1957 году — здесь же аспирантуру. В 1953—1957 годах — преподаватель Московского хорового училища. В 1957—1974 годах — заведующий редакцией издательства «Музыка». Писал музыку к спектаклям и фильмам. Член КПСС в 1946—1991 годах.

## Театр
- «Свет далёкой звезды» (1964)
- «Камешки на ладони» (1965)
- «Верхом на дельфине» (1968)
- «Короткий Хвост, Холодный Нос» (1971)
- «Одни без ангелов» (1971)
- «Пока арба не перевернулась» (1972)

## Сочинения
- симфоническая поэма «Нестан» (по поэме «Витязь в тигровой шкуре» Шота Руставели, 1954)
- оркестровая сюита «Лесные картины» (1978)
- оркестровая сюита «Таёжными тропами» (1986)
- оркестровая сюита «Прощание с Дерсу» (1987)
- концерт для фортепиано с оркестром (1953)
- струнный квартет (1951)
- соната для скрипки и фортепиано
- «Пандурули» № 1 для фортепиано
- «Пандурули» № 2 для фортепиано
- писал песни, например, «Самая счастливая»[1] на слова Г. Регистана

## Награды
- Заслуженный деятель искусств Грузинской ССР (1967)
- Заслуженный деятель искусств РСФСР (1978)
- Народный артист РСФСР (1986)
- Орден Дружбы (2000) — за заслуги перед государством, многолетнюю плодотворную деятельность в области культуры и искусства, большой вклад в укрепление дружбы и сотрудничества между народами[2]
- Орден Отечественной войны II степени[3]
- Медаль «За оборону Кавказа»[4]